# Predmeja
Predmeja este o localitate din comuna Ajdovščina, Slovenia, cu o populație de 363 de locuitori.